# Mên-an-Tol
Mên-an-Tol (kornisk: Men an Toll) er en lille stensætning, der står i Cornwall i den sydvestlige del af England. Den ligger omkring 5 km nordvest for Madron. Lokalt kendes den også under navnet "Crick Stone".
I 1749 blev arkæologisk undersøgt for første gang af William Borlase, der ogås tegnede stensætningen. Hans optegneler viser, at stenene ikke stod på en linje som i dag, men i stedet at de de stod i en vinkel på omkring 135°. Borlase rapporterede også at bønder havde fjernet nogle sten fra området. Det er fra Borlase at de første nedskrevne kilder på myter og rituale i forbindelse med stenene stammer.

## I populærkultur
Den korniske digter D. M. Thomas referede til Mên-an-Tol som "the wind's vagina".
Sangen "Men-An-Tol" optræder på Levellers' album Zeitgeist.
Men-An-Tol optræder i romanen The Little Country af Charles de Lint.
"Mén-An-Tol" er navnet på en bane i spillet Monument Valley 2 (2017)
"Mén-An-Tol" er en sang på albummet The Four Worlds (2018) af Mark Pritchard.
"Men an Toll" er et stykke på det kornisk-sprogede album Tresor (2022) af Gwenno.